# Jaroslav Hynek
Jaroslav Hynek (1. února 1891 Svobodné Dvory – 11. ledna 1960) byl československý politik a meziválečný poslanec Národního shromáždění za Československou stranu národně socialistickou.

## Biografie
Po dokončení studií nastoupil jako učitel v Jeřicích. Podle údajů k roku 1932 byl profesí řídícím učitelem v Cerekvici u Hořic.
Po parlamentních volbách v roce 1929 získal za Československou stranu národně socialistickou poslanecké křeslo v Národním shromáždění. Mandát ale získal až dodatečně, roku 1932, jako náhradník poté, co rezignoval Jan Šeba. Zasedal rovněž v Českém zemském zastupitelstvu.